# Erykah Badu
(Erykah Badu)
Erykah Badu, pseudonimo di Erica Abi Wright (Dallas, 26 febbraio 1971), è una cantautrice e attrice statunitense.
Badu ha debuttato nel 1997 con Baduizm, album che è diventato in poco tempo multiplatino. Il successo ottenuto le ha permesso di diventare una degli artisti di punta del cosiddetto movimento "Neo-soul", genere musicale sviluppatosi nella seconda metà degli anni 1990, e di guadagnarsi il titolo di "Regina del Neo-soul". Nel 1999 ha ottenuto il suo primo ruolo cinematografico importante ne Le regole della casa del sidro di Lasse Hallström. La sua musica incorpora elementi di R&B, soul, hip hop e jazz, mentre i testi affrontano tematiche socialmente impegnate, spirituali e legate alle relazioni umane. Con diversi album Badu ha ottenuto il plauso della critica internazionale e numerosi riconoscimenti, tra cui ben quattro Grammy Award.

## Infanzia
Erykah Badu è nata come Erica Abi Wright a South Dallas, Texas, nel 1971. Erykah è cresciuta insieme al fratello e alla sorella, allevati solo dalla madre, Kollen Maria Gipson, da quando il padre ha abbandonato la famiglia. I tre bambini sono stati anche allevati dalla nonna, visto che la madre, essendo un'attrice, era spesso impegnata in lavori teatrali. Il lavoro della madre ha evidentemente avuto un impatto enorme sulla piccola Erykah, che a soli 4 anni era già su un palco del Dallas Theatre Centre a cantare e ballare insieme alla madre; grazie all'influenza materna la piccola Erica si cimenta nella pittura, nel canto e nella danza, sognando di seguire le orme dei suoi artisti preferiti, Stevie Wonder e Chaka Khan.
Erica cresce proprio quando avviene l'esplosione del fenomeno musicale dell'Hip hop; così a 14 anni l'artista inizia a fare del freestyle per una radio locale chiamata "KNON", aiutata dal beat di un altro esordiente, il futuro trombettista jazz Roy Hargrove, e decide di utilizzare un nome d'arte, considerando il suo nome originale come un nome da schiava. Erica diviene Erykah, utilizzando il suffisso "kah" (in egiziano "luce interiore"), e come cognome prende Badu derivante dal fraseggio tipico del jazz ("ba-doo"); più tardi l'artista scoprirà che il termine Badu in arabo significa "verità e luce", oltre a far parte della cultura del popolo Ashanti. Diplomatasi al Booker T. Washington High School in Performing and Visual Arts, Erykah si iscrive allo storico college Grambling State University, per studiare teatro. Successivamente decide di focalizzarsi a tempo pieno sulla propria carriera musicale e abbandona gli studi. Tra un lavoretto e l'altro per mantenersi, Erykah riesce ad incidere un demo di 19 canzoni, Country Cousins, che cattura l'attenzione del produttore Kedar Massenburg, il quale permette alla giovane di registrare un duetto con il già famoso "soul man" D'Angelo, Your Precious Love, e di ottenere un contratto con la Universal Records.

## Carriera

### Baduizm(1997)
Badu pubblica il suo album di debutto all'inizio del 1997: Baduizm. Oltre ad ottenere un ottimo successo di critica, l'album entra nella Billboard 200 al numero 2, e vende più di 3 milioni di copie, un risultato eccezionale per un album così controcorrente. Pubblico e critica accolgono in poco tempo Badu come una delle principali artiste del movimento neo-soul, e lo stile raffinato del disco regala alla cantante molti lusinghieri paragoni con Billie Holiday per la vocalità originale e libera dalle normali "convenzioni tecniche". Baduizm produce 4 singoli: On & On (numero 1 nelle classifiche R&B per 3 settimane consecutive e numero 12 sia in USA che nel Regno Unito), Next Lifetime, Otherside of the Game e Apple Tree. Album e singoli fanno incetta di premi. L'artista trionfa ai Grammy Awards del 1998 portandosi a casa due premi: "Best Female R&B Vocal Performance" per On & On e "Best R&B Album"; ai Soul Train Awards l'artista guadagna due premi grazie al singolo On & On (Favorite Female Soul/R&B Single e Favorite New R&B/Soul or Rap New Artist) e uno grazie all'album nella sezione Favorite Female Soul/R&B Album. Nel 1997 Erykah inizia anche una relazione con André 3000 degli OutKast (il quale appare anche nei video di Next Lifetime e Otherside of the Game), che porta alla nascita di un bambino, Seven (la relazione però finirà pochi anni dopo).

### Live
Durante la gravidanza, Badu riesce anche a incidere e pubblicare, sempre nel corso del 1997, un album live, che sorprendentemente debutta al numero 4 in Usa e vende più di due milioni di copie, elevando la neostar Erykah in un solo anno allo status di artista "multiplatino". Il disco produce anche un singolo, Tyrone: questo brano non ha successo in classifica come On & On, ma riesce a conquistare due premi ai Lady Of Soul Awards: Favorite Female Solo Single e Best R&B/Soul or Rap Song of the Year, oltre che a una nomination ai Grammy come "Best Female R&B Vocal Performance". Anche Baduizm Live ottiene un discreto numero di nomination importanti: una ai Grammy come "Best R&B Album" e una ai Soul Train Music Awards come Best R&B/Soul Album of the Year.

### Mama's Gun(2000)
Dopo essersi dedicata a crescere suo figlio, nel 2000 la musicista torna sulle scene con il suo secondo lavoro, Mama's Gun, un acclamato album che diventa un ulteriore disco di platino per la cantante. Il primo singolo tratto dall'album, Bag Lady, è il secondo singolo di Badu ad arrivare in cima alle classifiche R&B dopo il singolo d'apertura di Baduizm del 1997, On & On; Bag Lady supera il successo del precedente lead single, rimanendo in vetta alla Billboard Hot R&B/Hip-Hop Songs per sette settimane consecutive, e diventa il primo brano della cantante ad entrare nella top10 della Billboard Hot 100; Bag Lady ottiene anche due nomination ai Grammy: Best Female R&B Vocal Performance e Best R&B Song. Il secondo singolo, Didn't Cha Know, non ha lo stesso successo del precedente in classifica, ma si assicura una nomination ai Grammy del 2002 come Best R&B Song. Mama's Gun è prevalentemente prodotto dai Soulquarians, di cui fa parte il rapper Common, col quale la cantante inizia una relazione nel 2000.
I due duettano insieme nel brano del 2002 Love of My Life (An Ode to Hip-Hop), che entra a far parte della colonna sonora del film Brown Sugar. Il pezzo viene pubblicato come singolo a scopo di promuovere la colonna sonora, e si rivela un ulteriore successo per Badu. Il singolo è il terzo della cantante a raggiungere la numero 1 delle classifiche R&B, dove rimane in vetta per 8 settimane consecutive tra fine 2002 e inizio 2003; raggiunge anche la numero 9 della "Hot 100", diventando la sua terza top20 hit e la seconda top10 hit. La canzone è un successo di critica e riceve due dei più prestigiosi premi per la musica R&B: un Grammy (il quarto della sua carriera) come Best R&B Song e un BET Award come "Video of the Year". Nel 2003 Badu viene insignita del riconoscimento Aretha Franklin Award come "Entertainer of the Year" ai Soul Train Lady of Soul Awards.

### Worldwide Underground(2003)
Dopo il successo dei primi due album, l'artista soffre di un blocco artistico. Per tutto il 2002 gira l'America in tour cercando l'ispirazione, e il risultato di questa esperienza è il suo terzo album, Worldwide Underground, album sperimentale e dalle sonorità quasi hippie, realizzato come un'unica sequenza musicale "non stop" dall'inizio alla fine. L'album raggiunge la numero 3 nelle classifiche di Billboard e diventa disco d'oro con oltre 600 000 copie vendute. I singoli Danger e Back In The Day vengono presentati live in alcuni programmi tv, come al The Tonight Show. L'album guadagna 4 nomination ai Grammy, di cui 3 per i due singoli, ma non vince nessun premio.

### ProgettoNew Amerykah(2008-2010)
Nel 2004 la cantante dà alla luce il suo secondo figlio, una bambina, Puma, nata dalla relazione col rapper The D.O.C., e sempre nello stesso anno partecipa alla creazione di un brano per il nuovo album di Zap Mama, Ancestry in Progress. Il brano, Bandy Bandy, è un duetto tra le due artiste, e viene pubblicato come singolo. Nel 2006 Erykah è una dei molti artisti che collabora al progetto di Sérgio Mendes, Timeless, in cui appare in un brano chiamato That Heat insieme a Will.i.am dei Black Eyed Peas; il brano viene pubblicato come secondo singolo tratto dall'album dopo il rifacimento di Mas que nada, e ottiene una nomination ai Grammy come Best Urban/Alternative Performance.
Dopo 5 anni di silenzio, Erykah dichiara di avere addirittura 3 album da ultimare e pubblicare e nel 2008 torna sulle scene con un nuovo lavoro, New Amerykah Part One (4th World War), il 26 febbraio 2008, in un anno in cui l'America sta cercando una nuova identità e spera in un rinnovamento della nazione confidando in Barack Obama. Il disco entra nella Billboard 200 direttamente al numero 2 e dopo più di 5 anni l'artista torna in un video tutto suo per il singolo d'apertura dell'album, Honey, il cui video rende omaggio a moltissimi artisti del passato di ogni genere musicale. Il singolo è arrivato solo fino al numero 88 della Hot 100 ma è entrato nella top30 della classifica R'n'B. L'album ha venduto per ora più di 500 000 copie, diventando disco d'oro ed è stato accolto in maniera unanimemente positiva dalla critica musicale, che ha apprezzato le contaminazioni musicali affrontate dall'artista e i testi politicamente e socialmente impegnati.
In primavera Erykah parte con un tour chiamato Vortex Tour, che la vede impegnata per molti mesi tra le Americhe e l'Europa.
Si è esibita in Italia nel corso del 2008, partecipando all'Umbria Jazz Festival, insieme ad altri artisti come Alicia Keys.
Dopo essersi esibita in giro per il mondo, l'artista torna in studio per lavorare al secondo capitolo del progetto New Amerykah. Nel gennaio del 2010 viene pubblicato un singolo destinato esclusivamente al mercato di internet, Jump Up in the Air (Stay There), con la presenza del rapper Lil'Wayne e del cantante Bilal. Il nuovo album, New Amerykah Part Two (Return of the Ankh) viene pubblicato il 30 marzo 2010, e segna una svolta rispetto al lavoro precedente, sia per quanto riguarda lo stile musicale che i testi. Se il primo capitolo era incentrato su tematiche politiche e prodotto in maniera digitale, stavolta l'artista ha preferito concentrarsi sulle relazioni umane e i rapporti sentimentali, e il sound è stato descritto dalla stessa artista come "molto analogico". Stavolta infatti le sonorità sono legate all'uso di campionamenti e strumenti acustici, dando all'album una veste molto legata agli anni 1970. L'album ha debuttato alla posizione numero 4 della Billboard 200, con oltre 100 000 copie vendute. Il primo singolo ufficiale dell'album, Window Seat, è stato paragonato ai suoi primi lavori grazie al suo inconfondibile sound soul. Il videoclip del brano, girato senza budget né set blindato, in un solo take di 2 minuti, ha attirato l'attenzione dei media e dell'opinione pubblica per i problemi legali che ha causato all'artista: Badu infatti ha girato il video nella Dealey Plaza di Dallas spogliandosi fino a restare completamente nuda, e per questo è stata costretta a pagare una multa di 500 dollari.

## Stile musicale
La musica di Erykah Badu è fortemente ispirata da R&B tradizionale, hip hop e jazz; alcuni definiscono il suo stile musicale "Conscious Hip-hop", per via dei suoi testi incentrati su una filosofia urban molto personale e spesso caratterizzati da riflessioni politiche e sociali definite dai critici "mistiche" e di difficile interpretazione e che, a detta di molti critici, lanciano sfide emozionali agli ascoltatori. La critica la considera una delle personalità musicali più eclettiche e fantasiose del nuovo millennio, oltre che una delle più influenti artiste neo soul degli ultimi quindici anni. Molti giornalisti musicali l'hanno paragonata a Billie Holiday per la voce intensa e per la sensibilità musicale, e a Maxwell o D'Angelo per il genere. Agli esordi era anche una rapper, ma poi si è spostata a sonorità neo soul più complesse, anche se molti artisti hip hop hanno collaborato con lei in vari brani.

## Impegno sociale
Badu è anche attivista a Dallas, dov'è nata e cresciuta. La sua organizzazione di beneficenza, Beautiful Love Incorporated Non Profit Development (B.L.I.N.D.), provvede al sostegno in comunità dei giovani di periferia, che si cimentano con musica, danza, teatro ed arti visive. Badu si è associata con la pittrice contemporanea Dawn Okoro, per spettacoli d'arte i cui fondi sono per la B.L.I.N.D..
La cantante è vegana.

### Controversie
Nel marzo del 2010 Badu è stata protagonista di un video scandalo (da lei stessa voluto e prodotto) nella tristemente famosa Dealey Plaza di Dallas, dove il 22 novembre del 1963 avvenne l'assassinio del presidente statunitense John Fitzgerald Kennedy. La cantante sfila davanti all'occhio della telecamera e improvvisa uno strip-tease che termina con una caduta, come se venisse colpita da un colpo di pistola. L'intento del progetto, secondo le dichiarazioni della cantante, era quello di trasmettere un messaggio forte su come è facile uccidere, e più in generale odiare, ciò che non si conosce. A causa dell'intensa carica trasgressiva del video, che non è di certo passata inosservata ai passanti che quel giorno si trovavano nella zona, e in seguito ad alcune denunce, la Badu è stata multata di cinquecento dollari e condannata a sei mesi in libertà condizionata.

## Discografia
- 1997 - Baduizm
- 2000 - Mama's Gun
- 2003 - Worldwide Underground
- 2008 -  New Amerykah Part One (4th World War)
- 2010 - New Amerykah Part Two (Return of the Ankh)

## Filmografia
- Blues Brothers - Il mito continua (Blues Brothers 2000), regia di John Landis (1998)
- Le regole della casa del sidro (The Cider House Rules), regia di Lasse Hallström (1999)
- House of D - Il mio amico speciale (House of D), regia di David Duchovny (2004)
- Dave Chappelle's Block Party (2006)
- Before the Music Dies (2006)
- Hand of God - serie TV, 5 episodi (2015)
- What Men Want - Quello che gli uomini vogliono (What Men Want), regia di Adam Shankman (2019)
- The Piano Lesson, regia di Malcolm Washington (2024)